# Med Gunnar "Nu"-Hansen og Kai Berg Madsen
|  | Denne artikel er oprettet af botten Steenthbot ud fra en ekstern database. Den kan derfor have sproglige fejl eller mangler. Denne skabelon kan fjernes efter kontrol af indholdet. |

Med Gunnar "Nu"-Hansen og Kai Berg Madsen er en dansk dokumentarfilm fra 1956.

## Handling
En rejse gennem Amerika - fra New York til Hollywood - med Gunnar Nu Hansen og Kai Berg-Madsen.

## Medvirkende
- Gunnar Nu Hansen
- Kai Berg-Madsen